# Omnium féminin aux Jeux olympiques d'été de 2024
Cet article traite de l'épreuve féminine. Pour la compétition masculine, voir Omnium masculin aux Jeux olympiques d'été de 2024.
Navigation
Tokyo 2020 Los Angeles 2028
L'omnium féminin, épreuve de cyclisme sur piste des Jeux olympiques d'été de 2024, a lieu le 11 août 2024 sur le Vélodrome national de Saint-Quentin-en-Yvelines.

## Médaillées
| Or                     | Argent              | Bronze               |
| Jennifer Valente (USA) | Daria Pikulik (POL) | Ally Wollaston (NZL) |

## Site de la compétition

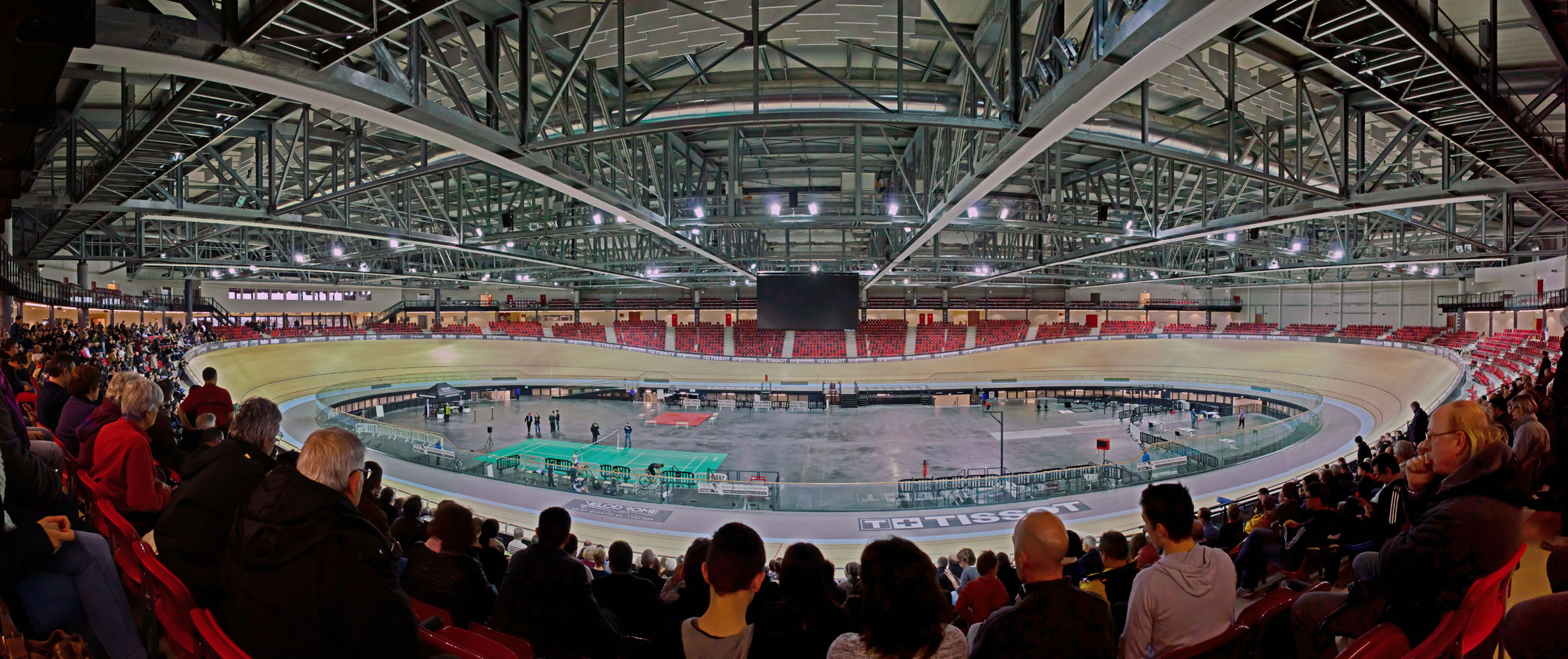
Vélodrome national en 2014.

Les épreuves de cyclisme sur piste ont lieu sur le Vélodrome national de Saint-Quentin-en-Yvelines. Contrairement à ce que son nom laisse supposer, il est situé sur la commune de Montigny-le-Bretonneux à l'ouest de Paris, à 36 km du village olympique. Il a été construit en 2011 et a une capacité de 5 000 spectateurs.

## Programme
| Date             | Horaire  | Manche                 |
| ---------------- | -------- | ---------------------- |
| Dimanche 11 août | 11 h 00  | Course scratch         |
| Dimanche 11 août | à suivre | Course tempo           |
| Dimanche 11 août | à suivre | Course à l'élimination |
| Dimanche 11 août | à suivre | Course aux points      |

## Format de compétition
L'omnium est un événement combinant 4 épreuves. Le vainqueur est le cycliste qui obtient le plus de points à l'issue des quatre épreuves. Le premier de chacune des trois premières épreuves gagne 40 points, le deuxième obtient 38 points, le troisième 36 points, et ainsi de suite. La course aux points qui sert de dernière épreuve a un barème spécial. Les courses de l'omnium sont :
- la course scratch : la course est lancée avec un départ groupé ; le premier à franchir la ligne gagne l'épreuve. La distance est de 7,5 kilomètres (30 tours).
- la course tempo : la distance est de 7,5 kilomètres (30 tours). Après les 5 premiers tours, le premier de chaque tour marque 1 point. Prendre un tour sur le peloton rapporte 20 points supplémentaire. Le vainqueur de l'épreuve est le cycliste avec le plus de points (les points gagnés dans la course tempo ne comptent pas pour le total de l'omnium ; ils ne sont utilisés que pour classer les cyclistes). En cas d'égalité de points récoltés sur l'épreuve, c'est la place lors du sprint final qui départage les cyclistes.
- la course à l'élimination : tous les 2 tours, le dernier cycliste est éliminé.
- la course aux points : l'épreuve finale est une course aux points de 25 kilomètres (100 tours), avec des points gagnés pour les sprints (5, 3, 2, 1, tous les 10 tours avec des points doublés pour le sprint final) et pour les tours pris sur le peloton (20 points).

## Résultats détaillés
| Rang | Cycliste            | Pays             | Tours | Points sur l'épreuve |
| ---- | ------------------- | ---------------- | ----- | -------------------- |
| 1    | Jennifer Valente    | États-Unis       |       | 40                   |
| 2    | Maggie Coles-Lyster | Canada           |       | 38                   |
| 3    | Georgia Baker       | Australie        |       | 36                   |
| 4    | Maike van der Duin  | Pays-Bas         |       | 34                   |
| 5    | Ally Wollaston      | Nouvelle-Zélande |       | 32                   |
| 6    | Amalie Dideriksen   | Danemark         |       | 30                   |
| 7    | Olivija Baleišytė   | Lituanie         |       | 28                   |
| 8    | Anita Stenberg      | Norvège          |       | 26                   |
| 9    | Aline Seitz         | Suisse           |       | 24                   |
| 10   | Letizia Paternoster | Italie           |       | 22                   |
| 11   | Ebtissam Zayed      | Égypte           |       | 20                   |
| 12   | Liu Jiali           | Chine            |       | 18                   |
| 13   | Maria Martins       | Portugal         |       | 16                   |
| 14   | Daria Pikulik       | Pologne          |       | 14                   |
| 15   | Lara Gillespie      | Irlande          |       | 12                   |
| 16   | Yumi Kajihara       | Japon            |       | 10                   |
| 17   | Lotte Kopecky       | Belgique         |       | 8                    |
| 18   | Franziska Brauße    | Allemagne        |       | 6                    |
| 19   | Lee Sze Wing        | Hong Kong        |       | 4                    |
| 20   | Victoria Velasco    | Mexique          |       | 2                    |
| 21   | Valentine Fortin    | France           |       | 1                    |
| 22   | Neah Evans          | Grande-Bretagne  |       | 1                    |

| Rang | Cycliste            | Pays             | Points sur la tempo | Points sur l'épreuve |
| ---- | ------------------- | ---------------- | ------------------- | -------------------- |
| 1    | Lara Gillespie      | Irlande          | 24                  | 40                   |
| 2    | Jennifer Valente    | États-Unis       | 9                   | 38                   |
| 3    | Daria Pikulik       | Pologne          | 8                   | 36                   |
| 4    | Georgia Baker       | Australie        | 4                   | 34                   |
| 5    | Franziska Brauße    | Allemagne        | 1                   | 32                   |
| 6    | Lotte Kopecky       | Belgique         |                     | 30                   |
| 7    | Amalie Dideriksen   | Danemark         |                     | 28                   |
| 8    | Maria Martins       | Portugal         |                     | 26                   |
| 9    | Ally Wollaston      | Nouvelle-Zélande |                     | 24                   |
| 10   | Maggie Coles-Lyster | Canada           |                     | 22                   |
| 11   | Aline Seitz         | Suisse           |                     | 20                   |
| 12   | Anita Stenberg      | Norvège          |                     | 18                   |
| 13   | Lee Sze Wing        | Hong Kong        |                     | 16                   |
| 14   | Olivija Baleišytė   | Lituanie         |                     | 14                   |
| 15   | Letizia Paternoster | Italie           |                     | 12                   |
| 16   | Liu Jiali           | Chine            |                     | 10                   |
| 17   | Yumi Kajihara       | Japon            |                     | 8                    |
| 18   | Neah Evans          | Grande-Bretagne  |                     | 6                    |
| 19   | Valentine Fortin    | France           |                     | 4                    |
| 20   | Maike van der Duin  | Pays-Bas         |                     | 2                    |
| 21   | Ebtissam Zayed      | Égypte           | -20                 | 1                    |
| 22   | Victoria Velasco    | Mexique          | -40                 | -39                  |

| Rang | Cycliste            | Pays             | Points sur l'épreuve |
| ---- | ------------------- | ---------------- | -------------------- |
| 1    | Jennifer Valente    | États-Unis       | 40                   |
| 2    | Georgia Baker       | Australie        | 38                   |
| 3    | Maggie Coles-Lyster | Canada           | 36                   |
| 4    | Lotte Kopecky       | Belgique         | 34                   |
| 5    | Anita Stenberg      | Norvège          | 32                   |
| 6    | Letizia Paternoster | Italie           | 30                   |
| 7    | Maike van der Duin  | Pays-Bas         | 28                   |
| 8    | Amalie Dideriksen   | Danemark         | 26                   |
| 9    | Lara Gillespie      | Irlande          | 24                   |
| 10   | Daria Pikulik       | Pologne          | 22                   |
| 11   | Valentine Fortin    | France           | 20                   |
| 12   | Ally Wollaston      | Nouvelle-Zélande | 18                   |
| 13   | Olivija Baleišytė   | Lituanie         | 16                   |
| 14   | Ebtissam Zayed      | Égypte           | 14                   |
| 15   | Maria Martins       | Portugal         | 12                   |
| 16   | Liu Jiali           | Chine            | 10                   |
| 17   | Neah Evans          | Grande-Bretagne  | 8                    |
| 18   | Lee Sze Wing        | Hong Kong        | 6                    |
| 19   | Aline Seitz         | Suisse           | 4                    |
| 20   | Victoria Velasco    | Mexique          | 2                    |
| 21   | Yumi Kajihara       | Japon            | 1                    |
| 22   | Franziska Brauße    | Allemagne        | 1                    |

| Rang                                | Cycliste            | Pays             | Épreuves précédentes | Épreuves précédentes | Épreuves précédentes   | Épreuves précédentes | Course aux points | Course aux points | Course aux points | Course aux points | Course aux points | Course aux points | Course aux points | Course aux points | Course aux points | Course aux points | Course aux points | Total de points |
| Rang                                | Cycliste            | Pays             | Course scratch       | Course tempo         | Course à l'élimination | Sous- total          | Sprints           | Sprints           | Sprints           | Sprints           | Sprints           | Sprints           | Sprints           | Sprints           | Tours             | Tours             | Ordre final       | Total de points |
| Rang                                | Cycliste            | Pays             | Course scratch       | Course tempo         | Course à l'élimination | Sous- total          | 1                 | 2                 | 3                 | 4                 | 5                 | 6                 | 7                 | 8                 | +                 | −                 | Ordre final       | Total de points |
| ----------------------------------- | ------------------- | ---------------- | -------------------- | -------------------- | ---------------------- | -------------------- | ----------------- | ----------------- | ----------------- | ----------------- | ----------------- | ----------------- | ----------------- | ----------------- | ----------------- | ----------------- | ----------------- | --------------- |
| Médaille d'or, Jeux olympiques      | Jennifer Valente    | États-Unis       | 40                   | 38                   | 40                     | 118                  | 5                 |                   | 1                 |                   |                   |                   |                   |                   | 20                |                   | 18                | 144             |
| Médaille d'argent, Jeux olympiques  | Daria Pikulik       | Pologne          | 14                   | 36                   | 22                     | 72                   | 3                 | 2                 |                   | 5                 | 2                 |                   | 5                 | 2                 | 40                |                   | 4                 | 131             |
| Médaille de bronze, Jeux olympiques | Ally Wollaston      | Nouvelle-Zélande | 32                   | 24                   | 18                     | 74                   |                   |                   |                   |                   |                   | 5                 |                   | 6                 | 40                |                   | 2                 | 125             |
| 4                                   | Lotte Kopecky       | Belgique         | 8                    | 30                   | 34                     | 72                   |                   | 1                 |                   |                   |                   |                   | 3                 |                   | 40                |                   | 8                 | 116             |
| 5                                   | Georgia Baker       | Australie        | 36                   | 34                   | 38                     | 108                  |                   |                   |                   |                   |                   |                   |                   |                   |                   |                   | 13                | 108             |
| 6                                   | Maike van der Duin  | Pays-Bas         | 34                   | 2                    | 28                     | 64                   |                   |                   |                   |                   |                   |                   | 2                 |                   | 40                |                   | 9                 | 106             |
| 7                                   | Amalie Dideriksen   | Danemark         | 30                   | 28                   | 26                     | 84                   |                   |                   |                   |                   |                   | 1                 |                   |                   | 20                |                   | 22                | 105             |
| 8                                   | Anita Stenberg      | Norvège          | 26                   | 18                   | 32                     | 76                   | 1                 |                   | 5                 |                   |                   |                   |                   |                   | 20                |                   | 10                | 102             |
| 9                                   | Maggie Coles-Lyster | Canada           | 38                   | 22                   | 36                     | 96                   | 2                 |                   |                   |                   | 1                 | 2                 |                   |                   |                   |                   | 11                | 101             |
| 10                                  | Lara Gillespie      | Irlande          | 12                   | 40                   | 24                     | 76                   |                   |                   | 3                 |                   |                   |                   |                   |                   | 20                |                   | 6                 | 99              |
| 11                                  | Olivija Baleišytė   | Lituanie         | 28                   | 14                   | 16                     | 58                   |                   |                   |                   | 2                 |                   |                   |                   |                   | 20                |                   | 7                 | 80              |
| 12                                  | Aline Seitz         | Suisse           | 24                   | 20                   | 4                      | 28                   |                   |                   |                   | 1                 |                   |                   |                   |                   | 20                |                   | 5                 | 69              |
| 13                                  | Letizia Paternoster | Italie           | 22                   | 12                   | 30                     | 64                   |                   |                   |                   |                   |                   |                   |                   |                   | 20                | 20                | 21                | 84              |
| 14                                  | Maria Martins       | Portugal         | 16                   | 26                   | 12                     | 54                   |                   |                   |                   |                   |                   | 3                 |                   | 4                 |                   |                   | 3                 | 61              |
| 15                                  | Neah Evans          | Grande-Bretagne  | 1                    | 6                    | 8                      | 15                   |                   |                   |                   | 3                 | 3                 |                   | 1                 | 10                | 20                |                   | 1                 | 52              |
| 16                                  | Valentine Fortin    | France           | 1                    | 4                    | 20                     | 25                   |                   | 5                 |                   |                   |                   |                   |                   |                   | 20                |                   | 15                | 50              |
| 17                                  | Yumi Kajihara       | Japon            | 10                   | 8                    | 1                      | 19                   |                   |                   |                   |                   | 5                 |                   |                   |                   | 20                |                   | 17                | 44              |
| 18                                  | Franziska Brauße    | Allemagne        | 6                    | 32                   | 1                      | 39                   |                   |                   | 2                 |                   |                   |                   |                   |                   |                   |                   | 14                | 41              |
| 19                                  | Liu Jiali           | Chine            | 18                   | 10                   | 10                     | 38                   |                   |                   |                   |                   |                   |                   |                   |                   |                   |                   | 20                | 38              |
| 20                                  | Ebtissam Zayed      | Égypte           | 20                   | 1                    | 14                     | 35                   |                   |                   |                   |                   |                   |                   |                   |                   |                   |                   | 12                | 35              |
| 21                                  | Lee Sze Wing        | Hong Kong        | 4                    | 16                   | 6                      | 26                   |                   |                   |                   |                   |                   |                   |                   |                   |                   | -20               | 16                | 26              |
| 22                                  | Victoria Velasco    | Mexique          | 2                    | -39                  | 2                      | -35                  |                   | 3                 |                   |                   |                   |                   |                   |                   |                   |                   | 19                | -32             |